# Artuš, Merlin a Prchlíci
Artuš, Merlin a Prchlíci je česká rodinná komedie z roku 1995 režisérek Věry Plívové-Šimkové a Drahomíry Reňákové-Králové.

## Děj
Popletená babičky pustí domů zatoulaného dalmatina Merlina s domněním, že je to přátelský pes Artuš rodiny Prchlíků. Oba jsou totiž k nerozeznání. Rodina se Merlinovi marně snaží najít skutečného majitele. Po neúspěchu v hledání ho chtějí dát do útulku. Není to moc pěkné místo a tak se rozhodnou, že si ho na nějakou dobu nechají, i přes problémy, které způsobuje. Po nějaké době najdou člověka, který se ho ujme. Děti zjistí, že ho hodlá zabít a udělat z něj oblek. Rozhodnou se ho zachránit, což se jim povede. Po závodě plavidel na místní řece, který rodina Prchlíků vyhraje, se rozhodnou, že si Merlina nechají.

## Obsazení
- Pavel Nový jako otec Prchlík
- Veronika Jeníková jako matka Prchlíková
- Valerie Kaplanová jako babička Prchlíková
- Lucie Čechová jako Adéla Prchlíková
- Veronika Filipová jako Monika Prchlíková
- Zbyněk Nosál jako Ondra Prchlík
- Magdalena Reifová jako teta
- Rostislav Marek jako strýc
- Kamil Pulec jako Machačka
- Lukáš Janota jako Pepek Machačka
- Václav Helšus jako muž se psem
- Šárka Ullrichová jako učitelka tělesné výchovy
- Kostas Zerdaloglu jako Ládínek z Louček
- Martin Jurčík jako Dan

## Lokace
Snímek se natáčel v obcích Chuchelna, Klokočí, Tatobity, Malá Skála.